# Mjöhult
Mjöhult est une localité suédoise située dans la commune de Höganäs en Scanie.
Sa population était de 329 habitants en 2019.